# シャーンドル・ヴェーグ
シャーンドル・ヴェーグ（Sándor Végh, 1912年5月17日 - 1997年1月6日）は、ハンガリー生まれのフランスのヴァイオリニスト。1960年代終わり頃からは指揮者としての活動も始めている。

## 生涯・来歴
1912年5月17日、オーストリア・ハンガリー帝国第2の都市コロジュヴァール（現在のルーマニア・クルージュ＝ナポカ）で出生。6歳からピアノを学び始めた。1924年、リスト音楽院（ブダペスト）に入学し、ヴァイオリンをイェネー・フバイに、作曲をコダーイ・ゾルターンに学んだ。1927年、リヒャルト・シュトラウスの曲を作曲者自身の指揮でソリストとして演奏してデビューした。同年、同音楽院からフバイ賞とレメーニ賞を獲得し、1930年に同音楽院を卒業。その後ソリストとして活動すると同時に、ハンガリー三重奏団を結成した。
1935年、ハンガリー四重奏団を結成。当初ヴェーグが第1ヴァイオリンを務めていたが、2年後にバルトークと親交のあったセーケイ・ゾルターン（ゾルターン・セーケイ）が同四重奏団に加入すると、セーケイが第1ヴァイオリンを務め、ヴェーグは第2ヴァイオリンにまわった。そしてヴェーグが在籍していた1936年、ハンガリー四重奏団によるバルトーク『弦楽四重奏曲第5番』の初演が行われた。
1940年、ハンガリーに残るべく、オランダに活動拠点を移すこととなったハンガリー四重奏団を脱退。リスト音楽院の教授に就任すると共に、自身の名を冠したヴェーグ四重奏団を結成して活動を開始。
1946年、ヴェーグ四重奏団がジュネーヴ国際音楽コンクールで第1位を獲得。だが暫くしてヴェーク自身と共に亡命のためハンガリーを去る。1970年代半ばまでヴェーグ四重奏団はコンサート活動を続け、ヴェーグ自身もソリストとして活動していた。ヴェーグは、1953年にフランス国籍を取得。
1952年、ヴェーグは、チェロ奏者パブロ・カザルスから、カザルスがスイスのツェルマットで開講していたサマークラス（1953年 - 1962年）に招待され、以後、カザルスが主催していたプラド音楽祭（1953年 - 1969年）に毎年参加するようになった。また、バーゼル音楽院（1953年 - 1969年）、フライブルク音楽院（1954年 - 1962年）、デュッセルドルフ音楽院（1962年 - 1969年）、ザルツブルク・モーツァルテウム音楽院（1971年 - 1997年）において教鞭を執った。
1962年、ヴェーグはチェルヴォ国際室内楽音楽祭を創設、また自らシャーンドル・ヴェーグ室内管弦楽団を立ち上げ、1968年から1971年までの音楽祭の期間中タクトを執った。更に1974年から1977年までは、マールボロ祝祭管弦楽団も指揮していた。
1979年、モーツァルテウム・カメラータ・アカデミカの指揮者となる。同楽団を指揮してのモーツァルトのディヴェルティメント及びセレナーデの録音で1989年のフランス・ディスク大賞を受賞した。
ヴェーグはまた、レジオンドヌール勲章のシュバリエ章（1986年）、イギリスのウォーリック大学とエクセター大学の名誉職（1987年）、ザルツブルク・ゴールドメダル（1987年）、大英帝国勲章のコマンダー章（CBE、1988年）をも授与されている。
1997年1月6日、オーストリア・ザルツブルクにほど近い、ドイツ・バイエルン州のフライラッシンクの病院で没した。

## 主な門下生（個人・団体）
- 古澤巌（ヴァイオリニスト）
- 渡辺實和子〔水戸室内管弦楽団楽団員、サイトウ・キネン・オーケストラ（SKO）楽団員〕
- 佐藤多美子（ヴァイオリニスト、元新日本フィルハーモニー交響楽団楽団員）[9]
- 松井直樹（スズキ・メソード関東地区ヴァイオリン科指導者、元「SKO」・「水戸室内管」両楽団員）[10]
- カルミナ四重奏団[11]
- 八嶋博人（ヴァイオリニスト）